# Остряково
Остряко́во (укр. Острякове) — узловая станция Крымской железной дороги, расположена в посёлке городского типа Гвардейском Симферопольского района Республики Крым.

## География
Расположена в 20 километрах к северу от Симферополя, на правом берегу Салгира.

## История
14 октября 1874 года был официально сдан в эксплуатацию участок Мелитополь — Симферополь, на котором устроена станция Сарабуз. В 1894 году крымским немцем И. Я. Лангеманом при станции был основан «Чугунно-литейный и механический завод земледельческих машин и механизмов» с численностью рабочих 60 человек и годовым производством в 90 тысяч рублей. Предприятие выпускало конные молотилки, жатки, бункера, плуги и прочий сельхозинвентарь. Согласно «Памятной книжке Таврической губернии на 1900 год» на станции совершал четырёхминутную остановку Севастопольский почтовый поезд № 3 и десятиминутную — товарно-пассажирский № 7 с вагонами I, II и III классов.

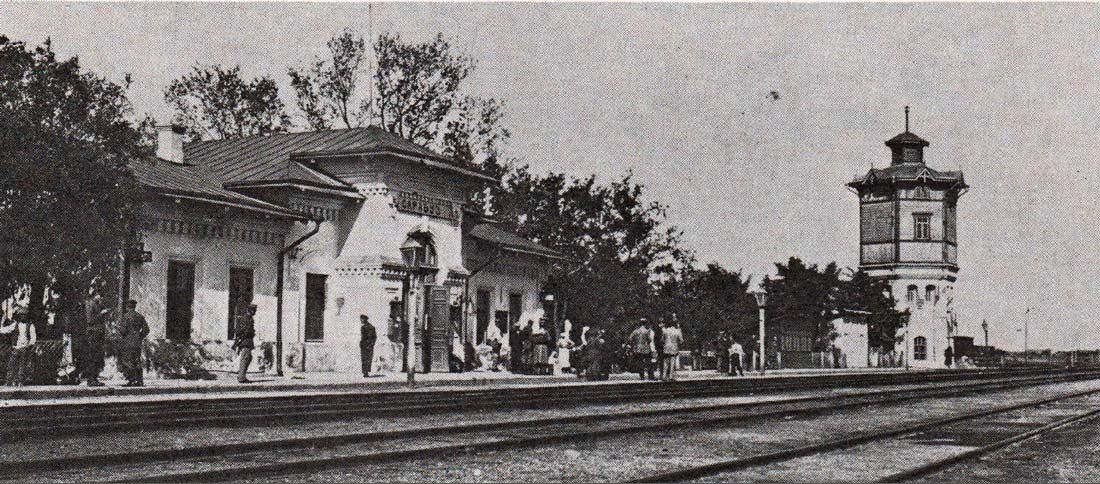
Станция Сарабуз, XIX век.
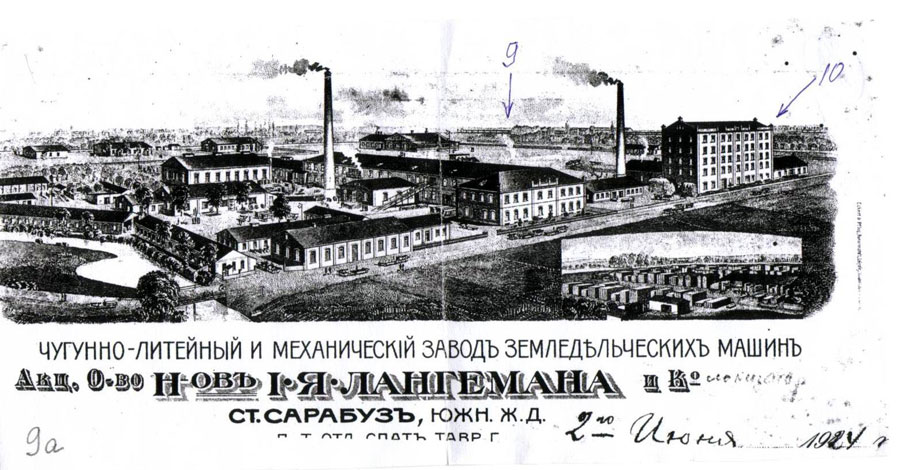
Чугунно-Литейный Завод, 1914 год.

В 1915 году было завершено строительство 61-километровой Сарабуз-Евпаторийской железной дороги, которая связала Евпаторию с Лозово-Севастопольской железной дорогой. С этого времени Сарабуз стал узловой станцией. По Статистическому справочнику Таврической губернии. Ч.II-я. Статистический очерк, выпуск шестой Симферопольский уезд, 1915 год, на железнодорожной станция Сарабуз Подгородне-Петровской волости Симферопольского уезда, числилось 15 дворов с русским населением в количестве 85 постороних жителей (45 мужчин и 40 женщин). Согласно списку 1915 года «…русских подданных из австрийских, венгерских или германских выходцев» землевладельцев, опубликованном в газете «Таврические губернские ведомости» в апреле 1915 года, при деревне станции ст. Сарабуз значатся Валл Петр Корнелиусович, Гиберт Иван Яковлевич, Лангеман Мартын Яковлевич и Тейхриб Даниил Даниилович, владевшие по 2 десятины усадебной земли каждый; у Нейфельд Давида Абрамовича была 1 десятина под усадьбу, Фаст Яков Яковлевич и Янцен Дитрих Абрамович имели усадебной земли по 1200 квадратных саженей каждый.
В 1952 году станция Сарабуз была переименована в Остряково, в честь Героя Советского Союза Н. А. Острякова, героически погибшего в обороне Севастополя.
На стене вокзала установлена памятная доска, рассказывающая о Н. А. Острякове, а с противоположной стороны от платформы, в привокзальном сквере установлен бюст Н. А. Острякова.
В июне 2018 года вокзал железнодорожной станции был капитально отремонтирован.